# 莱奥波利斯
莱奥波利斯是巴西巴拉那州的一个市镇。总面积351.519平方公里，总人口4331人，人口密度12.3人/平方公里。